# 正夢 (曲)
「正夢」（まさゆめ）は、日本のロックバンド・スピッツの楽曲。2004年11月10日にユニバーサルミュージックより通算29作目のシングルとして発売。レーベルはユニバーサルJ。初回盤のみスリップケース&デジパックトレイ仕様。

## 概要
11thアルバム『スーベニア』からの先行シングル。フジテレビ系ドラマ『めだか』主題歌、富士フイルム企業CMイメージソングのダブルタイアップがついた。
レコーディング・ミキシングエンジニアには、シングル「夢追い虫」のミックス以来4年ぶりに高山徹、マスタリングエンジニアには、ベストアルバム『RECYCLE Greatest Hits of SPITZ』以来5年ぶりに小轍徹が担当（アルバム『スーベニア』ではLAのスティーヴン・マーカッセンによって再マスタリング）。メンバーが、日本でできるサウンド面での追求から厳選したエンジニアである。
2番の歌詞に出てくる「愛は必ず最後に勝つだろう」は草野マサムネの福岡県立城南高校の先輩であるKANの「愛は勝つ」から引用。そのため「Special Thanks」にKANの名前がクレジットされている。
PVは、埼玉県さいたま市大宮区高鼻町の埼玉県営大宮公園内にある、当時の埼玉県立博物館（現・埼玉県立歴史と民俗の博物館）の、ロビーにおいて撮影された。

## 収録曲
全曲 作詞、作曲／草野正宗　編曲／スピッツ&亀田誠治　
1. 正夢（弦編曲／亀田誠治）
収録アルバム：『スーベニア』、『CYCLE HIT 1997-2005 Spitz Complete Single Collection』
2. リコリス
収録アルバム: 『おるたな』
サビが一音のみで構成されている曲。

## 参加ミュージシャン
正夢
- 草野マサムネ - Vocals, Guitars
- 三輪テツヤ - Guitars
- 田村明浩 - Bass
- 﨑山龍男 - Drums
- 金原千恵子グループ - Strings
- 亀田誠治 - Programming

リコリス
- 草野マサムネ-Vocals, Guitars
- 三輪テツヤ-Guitars
- 田村明浩-Bass Guitar
- 﨑山龍男-Drums
- 藤田乙比古-French Horn
- クジヒロコ-Hammond B-3